# Annibale de Gasparis
Annibale de Gasparis (Bugnara, 9 de novembro de 1819 - Nápoles, 21 de março de 1892) foi um astrônomo e matemático italiano.
Em sua memória é denominada a cratera lunar de 30 km de diâmetro de Gasparis. O asteroide 4279 De Gasparis foi assim batizado em sua homenagem.

## Carreira
Foi diretor do Observatório Astronómico de Capodimonte de Nápoles, de 1864 a 1889, professor de astronomia na Universidade local desde 1853 e senador designado do Reino de Itália (1861).
Em 1851 recebeu a Medalha de Ouro da Royal Astronomical Society, em 1854 o título de Cavaleiro da Ordem da Águia Vermelha por Frederico Guilherme IV da Prússia e em 1872 o Imperador do Brasil Pedro II o nomeou cavaleiro da Imperial Ordem de Rosa. Ele foi membro de várias academias italianas e internacionais, incluindo a Accademia dei Lincei.
| 10 Hígia     | 12 de abril de 1849     |
| 11 Parténope | 11 de maio de 1850      |
| 13 Egéria    | 2 de novembro de 1850   |
| 15 Eunomia   | 29 de julho de 1851     |
| 16 Psíque    | 17 de março de 1852     |
| 20 Massalia  | 19 de setembro de 1852  |
| 24 Temis     | 5 de abril de 1853      |
| 63 Ausonia   | 10 de fevereiro de 1861 |
| 83 Beatrix   | 26 de abril de 1865     |